# Charly & Steffen
Charly & Steffen er en dansk film fra 1979 med Allan Olsen i hovedrollen.
Filmen er en direkte fortsættelse til den store filmsucces Mig og Charly fra året før. Filmens handling foregår i Aarhus hvor den også er optaget, hvorimod forgængeren var optaget i Silkeborg. Filmen opnåede dog ikke samme kultstatus og succes, som forgængeren har i dag.
- Manuskript Henning Kristiansen og Bent Rasmussen.
- Instruktion Henning Kristiansen.

Blandt de medvirkende kan nævnes:
- Allan Olsen
- Ghita Nørby
- Pia Rosenbaum
- Lone Kellerman
- Jesper Christensen
- Martin Miehe-Renard
- Birthe Backhausen
- Lars Lunøe
- Lisbeth Gajhede
- Mette Munk Plum
- Kim Jensen
- Anne Kierulff
- Martin Sne
- Henrik Hartvig Jørgensen
- Erwin Anton Svendsen
- Tine Kristiansen
- Linda Laursen
- Jan Gustavsen
- Christina Krøll
- Jørn Gottlieb
- Flemming Larsen
- Per Kristensen
- Liselotte Kroager
- Anne-Grethe Larsen
- Mette Munk Plum
- Victor Marcussen
- Pernille Oldorf
- Julie Wieth
- Karin Wolff
- Peter Ørsted